# Anjana Bhowmik
Anjana Bhowmik (Koch Bihar, 30 de diciembre de 1944-Calcuta, 17 de febrero de 2024 ) fue una actriz india.

## Biografía
Hija de Bibhuti Bhusan Bhowmik. Estudió en el Colegio para mujeres Sarojini Naidu y en la Universidad de Calcuta.
Contrajo matrimonio con Anil Sharma, fue madre de dos hijos: Nilanjana y Chandana Sharma.
Falleció el 17 de febrero de 2024 a los 79 años, en Calcuta.

## Filmografía
- 1987, Nishibasar
- 1981, Shukhe Thako
- Bandini Kamala
- 1979, Bhagyalippi
- 1973, Roudra Chhaya
- 1971, Pratham Basanta
- 1970, Dibratri Kabya
- 1969, Shuk Sari
- 1968, Chowringhee ... Sujata Mitra
- 1968, Kakhano Megh ... Seema Roy (profesora de arte)
- 1967, Mahashweta
- 1967, Nayika Sangbad ... Urmila/Gita
- 1966, Griha Sandhane
- 1966, Rajdrohi ... Chinta
- 1965, Thana Theke Aschi ... Sheela (hija de Chandra Madhab)
- 1964, Anustup Chhanda